# Ritratto di Luigi XIV
Ritratto di Luigi XIV (più propriamente Ritratto di Luigi XIV con gli abiti dell'incoronazione) venne dipinto nel 1701 dal pittore di corte Hyacinthe Rigaud. Il dipinto venne commissionato a Rigaud dallo stesso Luigi XIV per soddisfare una richiesta di suo nipote, Filippo V di Spagna, di avere un ritratto del sovrano francese. Dopo l'esecuzione del quadro, ad ogni modo, Luigi XIV lo trovò così bello da tenerlo per sé a Versailles e da far realizzare una copia per il nipote. Divenne il ritratto ufficiale di Luigi XIV e la sua immagine si diffuse rapidamente non solo in Francia, ma anche in tutte quelle parti del mondo con le quali il regno francese fosse entrato in rapporti.

## Contesto
Alla morte di re Carlo II di Spagna il 18 novembre 1700, la Spagna divenne il principale teatro delle ambizioni delle altre potenze europee in quella che divenne nota come la guerra di successione spagnola. Uno dei contendenti al trono era proprio Filippo, duca d'Angiò, figlio secondogenito del Gran Delfino e quindi nipote di Luigi XIV.
Il futuro re di Spagna, quando ebbe ottenuto il trono, volle portare con sé un'immagine del nonno per dimostrare alla sua corte il potere della sua casata di provenienza, ma anche per rendere omaggio a Luigi XIV che l'aveva largamente sponsorizzato per l'ottenimento del trono spagnolo. Per questo scopo egli riuscì a convincere il re francese a ordinare al pittore di corte la realizzazione di un ritratto del sovrano che divenne poi una vera e propria icona non solo di Luigi XIV ma anche della personificazione del potere assoluto:
Riportato da Hyacinthe Rigaud in un'autobiografia riportata al granduca di Toscana, Cosimo III de' Medici, nel 1716.
Queste affermazioni vennero corroborate anche dalla relativa nota di pagamento nel libro degli artisti di corte, all'anno 1701: "Il re ed il re di Spagna, una copia del ritratto del re della stessa grandezza dell'originale per Sua Maestà Cattolica, 12.000 livre".

## Genesi del dipinto
Per Filippo V mediò a corte madame de Maintenon, che in una lettera al duca di Noailles, datata 11 marzo 1701 scriveva:
Il giorno precedente, il marchese di Dangeau lasciò un'annotazione sul suo diario quasi a testimoniare ciò che riportò madame de Maintenon: 
Il 3 settembre 1703, in una toccante lettera che scrisse al marchese, Filippo V confessò: 
La grandezza e la complessità della composizione giustificavano le aspettative degli sponsor, che nel contempo spronavano l'artista a continuare nel suo lavoro.
Giovedì 19 gennaio 1702, Rigaud stava ancora dipingendo secondo quanto riportato dal marchese di Dangeau: 

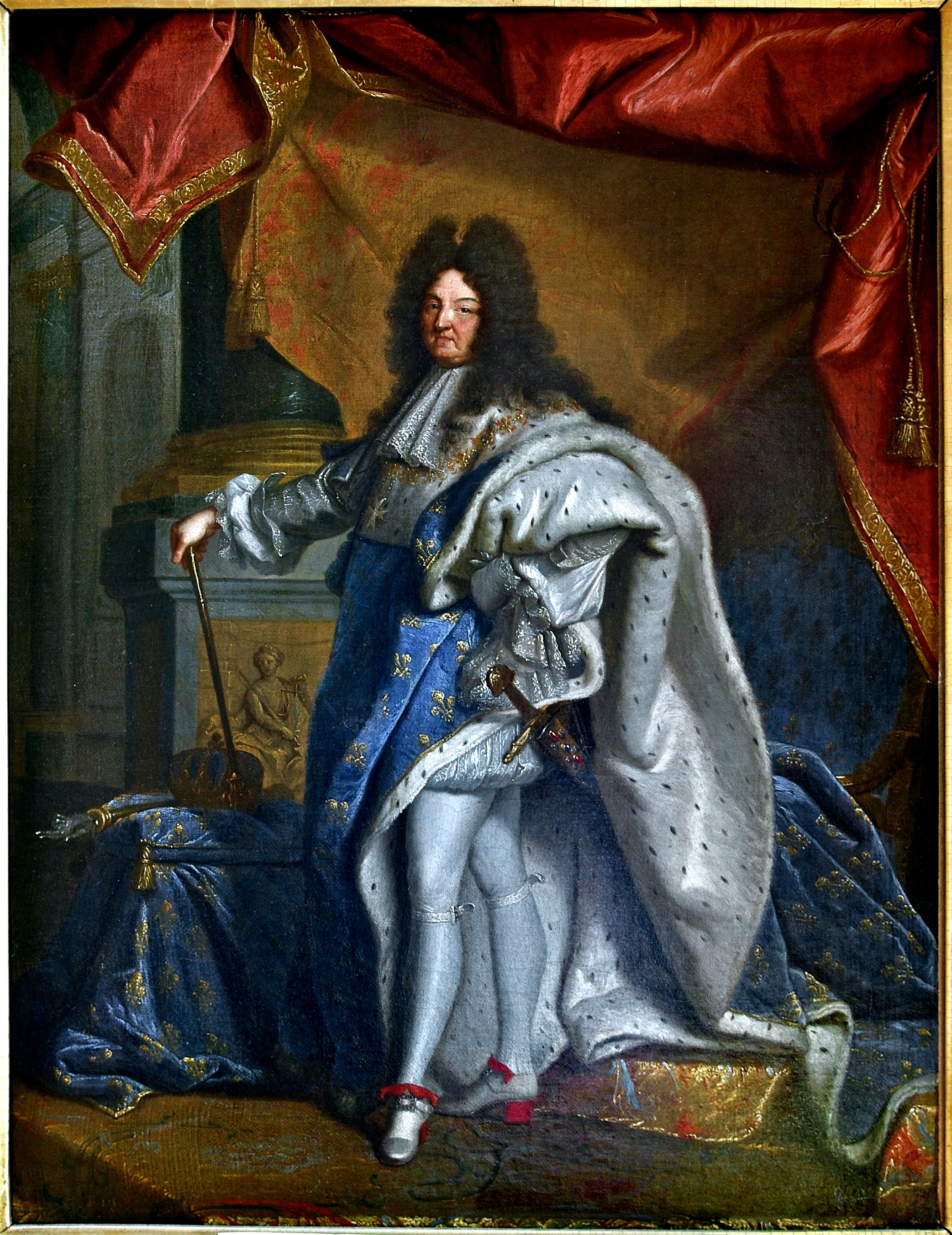
Luigi XIV, re di Francia, studio artistico di Hyacinthe Rigaud da cui ricavò il Ritratto di Luigi XIV (1701, Museo Condé).

Il direttore dei palazzi reali francesi ordinò allo studio del pittore diverse copie (in vari formati, destinati alle corti europee, alle province, ecc.) e diverse stampe, pagandoli il 16 settembre 1702: "A monsieur Rigaud, pittore ufficiale del re, per due grandi ritratti del re a piena figura, con lo schizzo in piccolo di uno dei detti ritratti, come pure di un ritratto a dimensione piena del ritratto fatto per il re di Spagna in quest'anno, 10.000 livres".
Pierre Drevet venne incaricato della realizzazione delle stampe derivate dal dipinto e ricevette "il pagamento di 5000 livres per ogni incisione che fece del ritratto in piedi di re Luigi XIV, realizzato da monsieur Rigaud, nel periodo 1714-1715."
In questo suo lavoro, Drevet venne assistito dal giovane Jean-Marc Nattier a cui il medesimo direttore fece dei pagamenti, il 20 agosto 1713: 
Drevet si servì largamente della bravura di Nattier e della perizia che questi mise nel proprio lavoro per ricreare ogni minimo dettaglio del dipinto di Rigaud, riportandolo alle dimensioni richieste. Ad ogni modo, egli decise di allungare un poco la veduta della galleria di marmo visibile sullo sfondo, variazione seguita dall'incisore. Non vi è dubbio alcuno sul fatto che Rigaud in persona abbia supervisionato il lavoro di Nattier, dal momento che una di queste incisioni andò per certo al suo amico, Prevet.
Mariette considerava l'opera di Drevet come "una delle meglio riuscite [dell'artista]" per aver "inciso per ordine di Sua Maestà Cristianissima." Nel 1733, già egli stesso ne indicava la rarità in una sua lettera a Francesco Maria Niccolò Gabburri: "Per parte mia vi incoraggio ad acquisire un ritratto del re e della regina regnanti, ma quello inciso da Drevet è difficile da avere, e io stesso l'ho visto in vendita per più di 8 livres. Posso averlo per un discreto prezzo ma dovete darmi del tempo."

## Descrizione

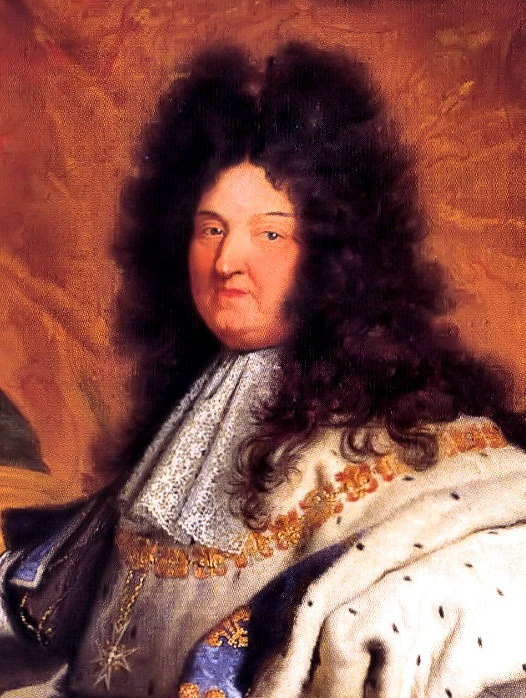
Particolare del volto del re

Firmato e datato "Dipinto da Hyacinthe Rigaud nel 1701" alla base della colonna, in un cartiglio che sovrasta la figura della dea della Giustizia, Temi, che tiene una bilancia nella propria mano destra, questo grande ritratto rappresenta il re negli anni della sua maturità (aveva all'epoca 63 anni), all'apice della sua gloria.
Rigaud eseguì il ritratto del volto in una piccola tela rettangolare successivamente inserito in una tela più grande nella quale realizzò il resto della figura e lo sfondo.
L'originale del dipinto, oggi al Museo del Louvre, proviene dalla collezione reale, ed ha una replica (oggi nella Sala di Apollo della reggia di Versailles), anch'essa firmata dall'autore, sebbene di dimensioni leggermente differenti rispetto all'originale.
Il re è rappresentato a figura intera, in piedi, di tre quarti a sinistra, con una posa calcolata a mostrare la maggior parte della sua persona come simbolo del potere. Il re occupa lo spazio centrale del dipinto la cui composizione è orientata su linee verticali (la colonna, il re, il trono) ed una forma idealmente piramidale di cui il sovrano è la cima, andando a creare uno spazio elevato. La solennità della scena è accentuata dalla presenza di un pesante drappeggio che contribuisce a dare importanza ed a "scoprire" il personaggio del monarca al centro. Una grande colonna di marmo, evocazione tradizionale del potere sin dall'epoca rinascimentale (essa rappresenta la stabilità, l'asse del mondo che unisce i poteri terreni con quelli divini) sostiene la composizione a sinistra. Il grande stilobate di cui sono visibili due lati alla base della colonna è decorato con rilievi che rappresentano due virtù reali (le allegorie della Giustizia (davanti) e della Forza (di lato, difficile da verde).

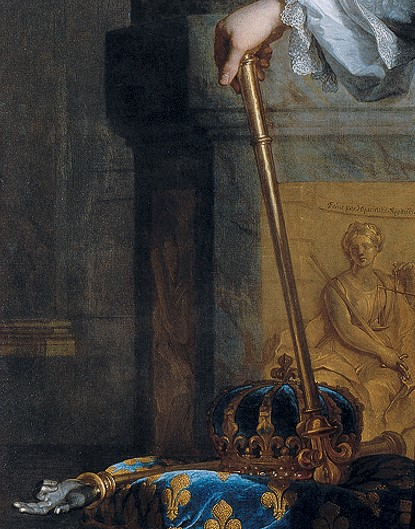
Lo scettro e la corona reali. Sullo sfondo il bassorilievo dello stilobate riporta la firma di Rigaud

In piedi di fronte ad un trono ricoperto di un'imbottitura decorata con stoffa blu e gigli d'oro (simbolo araldico dei Borbone di Francia), il sovrano si trova su di una piattaforma rialzata sovrastata da un baldacchino in seta color porpora (il colore del potere e della ricchezza sin dall'antichità), il re incarna con la sua figura la maestà, dal momento che non indossa i gioielli di stato (non è infatti coronato e la mano della giustizia è addirittura posta su di un cuscino accanto a lui assieme al serto), con la sola eccezione dello scettro a cui il re si appoggia come ad un bastone da comandante militare, quello appartenuto a suo nonno Enrico IV, e la spada di Carlo Magno che appare all'interno del suo ricco fodero. Il monarca presenta anche un ricco mantello foderato di ermellino e una veste di corte (con pizzi, merletti, fiocchi, diamanti alle scarpe e calze di seta), porta le insegne dell'Ordine dello Spirito Santo. 

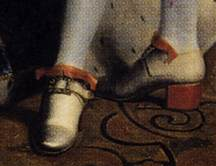
Particolare delle scarpe del re

La posa della gamba sinistra, portata leggermente in avanti, contribuisce non solo a dare dinamismo e movimento all'opera, ma consente anche di mettere in evidenza la figura vigorosa e ancora elegante del monarca (malgrado l'età) sotto la goffaggine del pesante mantello da cerimonia. Inoltre la posizione della gamba suggerisce un passo di danza, una delle passioni di Luigi XIV per tutta la sua vita, ma nel contempo anche simbolo di eleganza aristocratica (saper danzare era una delle doti richieste alla nobiltà)

## Copie
L'opera, come si è detto, ebbe una vastissima diffusione, non solo in Francia ma anche all'estero, divenendo l'immagine più conosciuta del Re Sole. 
Una copia del ritratto, realizzata da Pierre Legendre, si trova nella biblioteca del Palais Rohan di Strasburgo, di fronte al ritratto di Luigi XV in abiti dell'incoronazione.  Un'altra copia si trova presso l'Osservatorio di Parigi, tra i ritratti di Giovanni Domenico Cassini e Urbain Le Verrier. 
All'estero, oltre alla copia eseguita poi effettivamente per il re di Spagna, che ancora oggi si trova a Madrid, se ne trovano riproduzioni anche in altri luoghi; ancora nell'Ottocento ne venne realizzata una copia per Ludovico II di Baviera, grande estimatore del Re Sole, che egli andò a porre nel suo Castello di Herrenchiemsee.

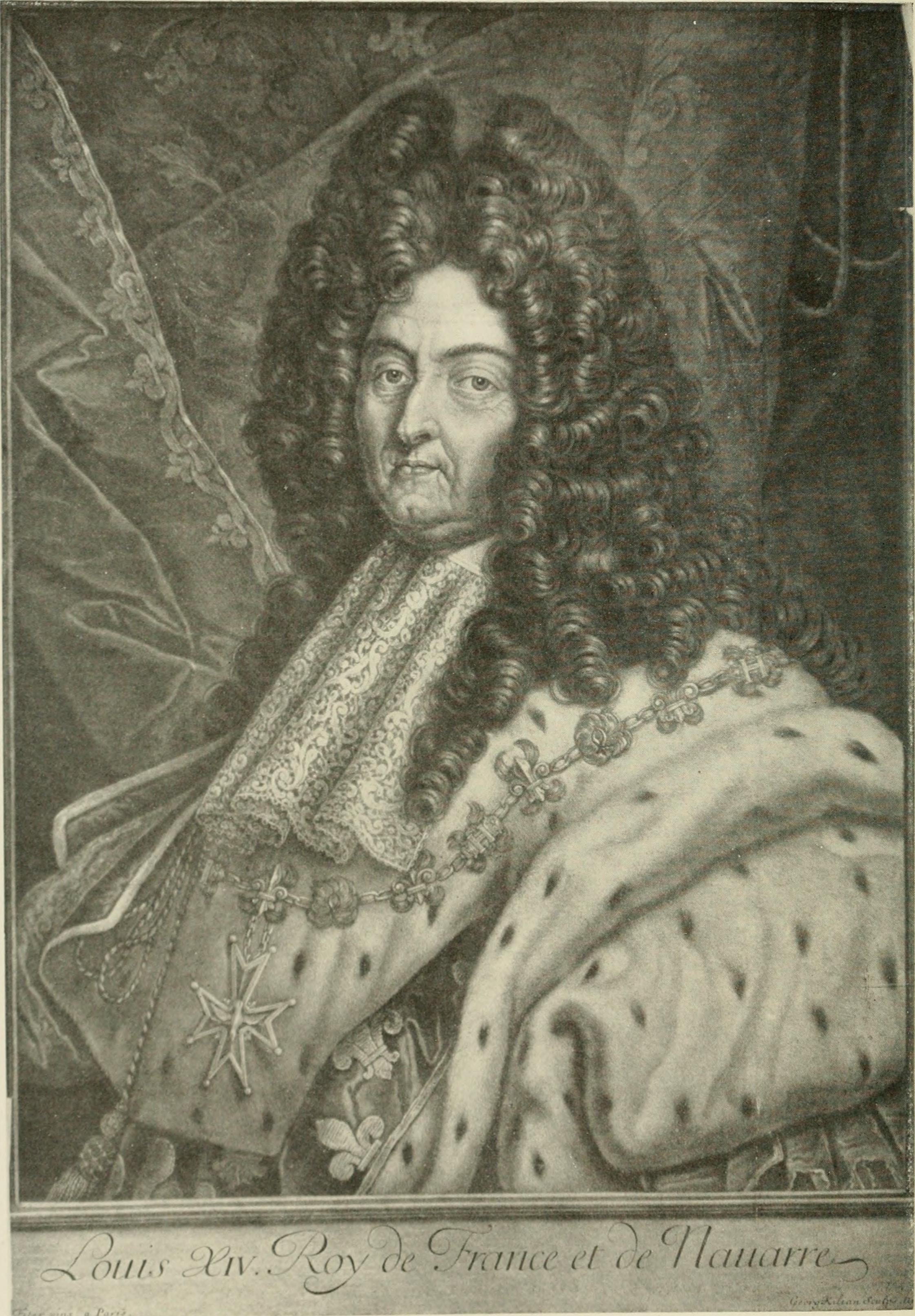
Incisione del XVIII secolo, eseguita dall'inglese George Kilian
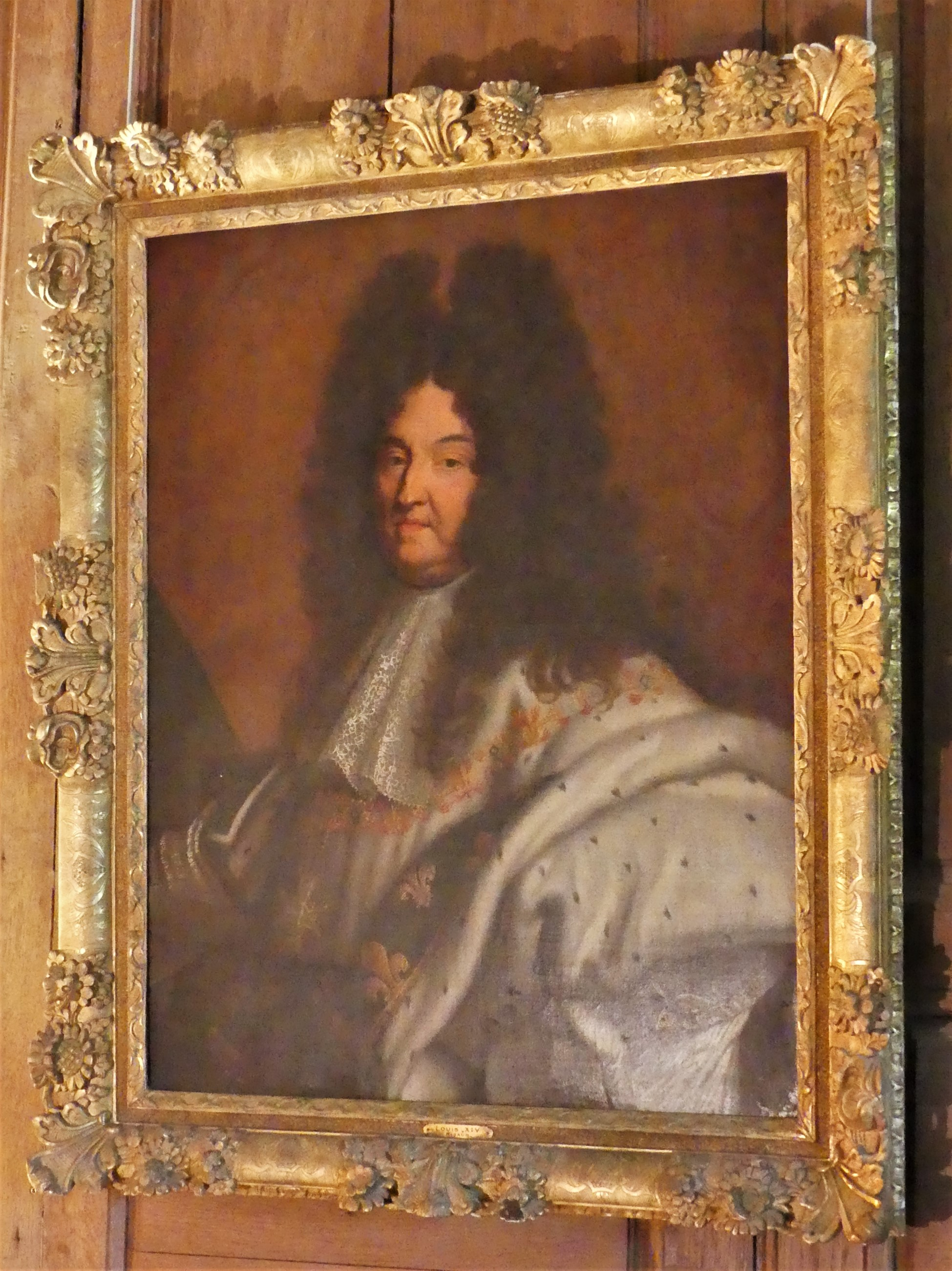
Copia particolare del ritratto di Luigi XIV, XVIII secolo, Saint-Pardoux-les-Cards, castello di Villemonteix
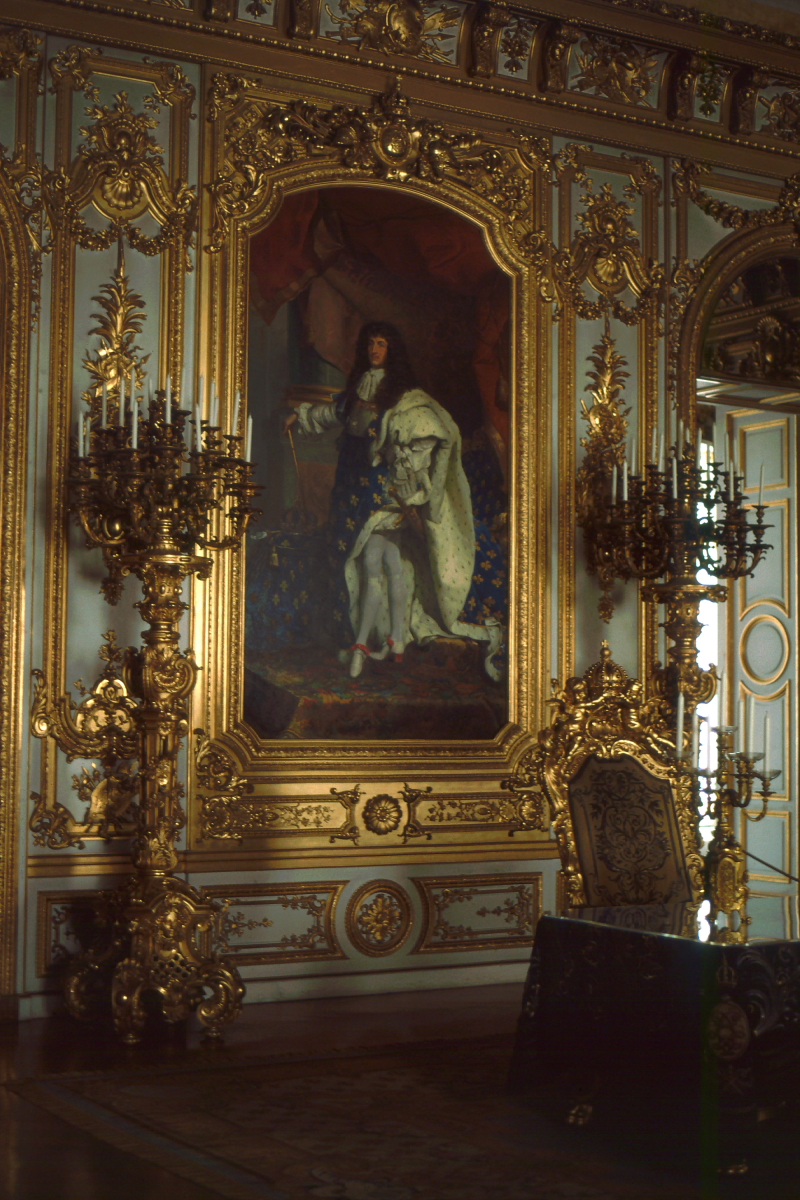
Copia del ritratto di Luigi XIV, XIX secolo presso il castello di Herrenchiemsee, Germania